# Yang Jwing-ming
Pour les articles homonymes, voir Yang.
Yang Jwing-Ming né le 11 août 1946, est un expert et un enseignant reconnu en arts martiaux et médecine traditionnelle chinoise et notamment en Taiji quan, et qin na. Il enseigne également le qigong et a écrit divers ouvrages sur ces sujets. C'est un chinois originaire de Taïwan et vivant aux États-Unis.

## Biographie
Originaire de Taïwan, il a appris deux styles de Shaolin : la Grue Blanche (Baihequan) - style du Sud, et la Boxe Longue (Changquan) - style du Nord. Il a également appris le Taiji quan style Yang et style Chen, le Xingyiquan, le Baguazhang, le Liu He Ba Fa, le Qi gong, les massages chinois et l'utilisation thérapeutique des herbes médicinales. 
Afin de finir ses études et obtient un Doctorat de sciences mécaniques, il rejoint le composante aérienne militaire de Taiwan. En 1974, Maître Yang Jwing Ming part s'installer aux États-Unis.  Il enseigne parallèlement le Kung-Fu et le Taijiquan. 
En 1984, il abandonne sa carrière d'ingénieur pour se consacrer uniquement à l'enseignement, à la recherche et à la publication de livres et de vidéos. Il a écrit plus de 30 livres et publié plus de 50 vidéos sur le Qi gong, le Qin Na et les arts martiaux chinois. 
Il est le fondateur et le président d'une organisation qui porte son nom, la Yang's Martial Arts Association (YMAA), qui compte 50 écoles dans 16 pays en Amérique du Nord, en Amérique latine, en Europe et en Afrique du Sud. Cette association assure l'enseignement des styles suivants :
- Kung fu du Long Poing ;
- Kung fu de la Grue blanche ;
- Qin na (techniques de luxation) ;
- Taiji quan, style Yang ;
- Tui shou (poussées de mains) ;
- Qi gong (exercices de santé).